# Coppet
Coppet är en ort och  kommun i distriktet Nyon i kantonen Vaud, Schweiz. Kommunen har 3 207 invånare (2023).
Coppet ligger vid Genèvesjön.